# Papilio demoleus
Papilio demoleus – motyl z rodziny paziowatych, występujący w południowej Azji od Półwyspu Arabskiego, przez subkontynent indyjski, aż po Borneo i Australię. Jest prawdopodobnie najbardziej rozpowszechnionym motylem ze wszystkich paziowatych. Często jest uważany za szkodnika, z powodu jedzenia gąsienic, które niszczą plantacje cytrusów. Motyl najczęściej lata około metr nad ziemią. w poszukiwaniu nektaru może pokonywać latać wyżej.

## Opis

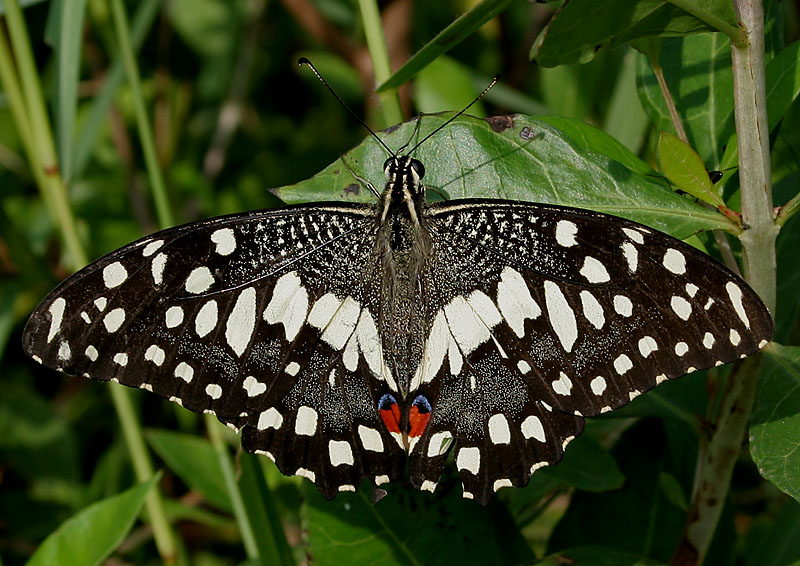
Górna strona osobnika dorosłego

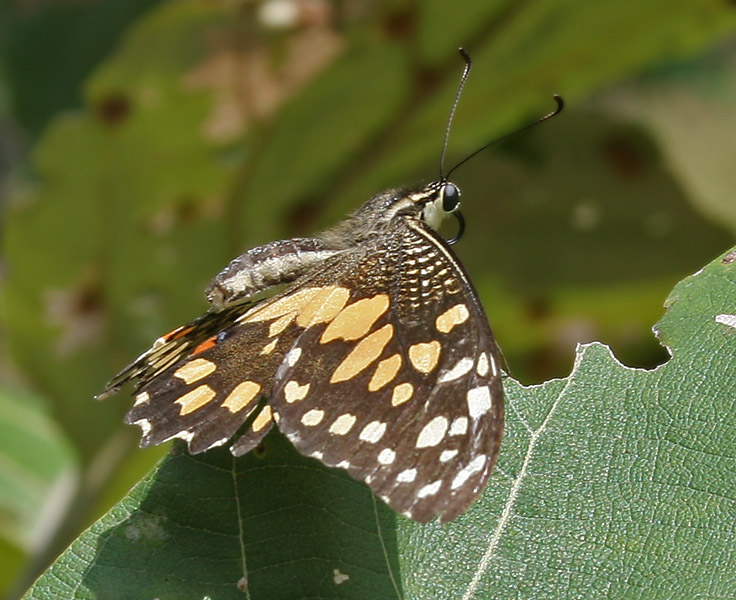
Dorosły osobnik z pomarańczowymi wzorami na spodzie skrzydeł

Najczęściej P. demoleus ma skrzydła o rozpiętości od 80 do 100 mm. Górna powierzchnia skrzydeł jest czarno-biała. Skrzydła przednie są w kolorze czarnym, na ich zewnętrznej krawędzi znajduje się łańcuch żółtych plam; obok odwłoku są cztery łańcuchy małych żółtych plam oraz kilka żółtych na pozostałej części skrzydła. Spód ciała bardzo podobny do wierzchu – obok odwłoku znajdują się cztery żółte linie. Tylne skrzydła mają kolor czarny i mają faliste krawędzie, obok odwłoku są ozdobione żółtymi wzorami. Skrzydło jest zdominowane przez szeroki zespół żółtych kolorów, w tym duże wzory w kształcie oczu. Wzdłuż zewnętrznej krawędzi jest pięć żółtych plam, na końcu wewnętrznej widoczny okrągły czerwony punkt. Na spodniej stronie skrzydeł wszystkie żółte plamy są większe niż plamki na głowie. Obok tułowia żółty obszar z czarnymi liniami. W środku skrzydła są niebieskie w pomarańczowe plamy.
Głowa, tułów i odwłok są czarne mają żółty spód.

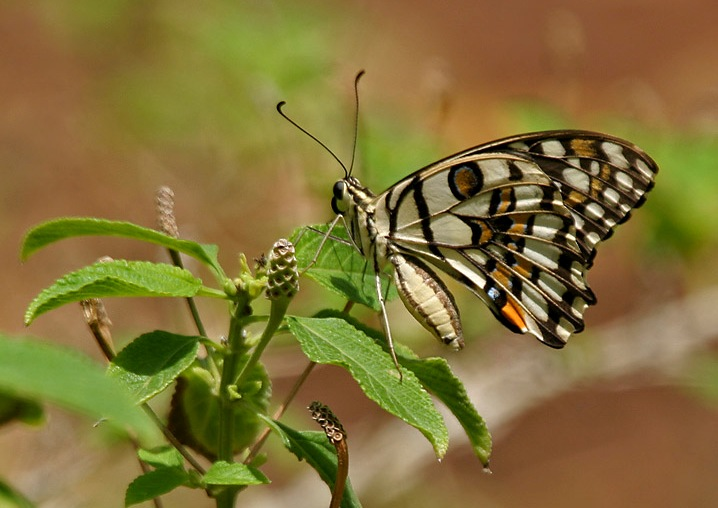
Spodnia strona skrzydeł dorosłego osobnika

## Status
Bardzo często spotykany. Jest to prawdopodobnie najbardziej rozpowszechniony pazikowaty na świecie.
Pięć spokrewnionych ze sobą motyli tworzy grupę rodzaju Papilio, którego gatunkiem sztandarowym jest P. demoleus Linnaeus (1758), od którego pochodzi nazwa grupy. Inne motyle spokrewnione morfologicznie to:
- Papilio demodocus (Esper, 1798)
- Papilio erithonioides (Grose-Smith, 1891)
- Papilio grosesmithi (Rothschild, 1926)
- Papilio morondavana (Grose-Smith, 1891)

P. demodocus Esper występuje w Afryce Subsaharyjskiej, podczas gdy pozostałe trzy gatunki są endemiczne dla Madagaskaru.

## Siedliska
Zasięg występowania Papilio demoleus dowodzi jego zdolności przystosowania się do różnych środowisk. Można go spotkać na sawannach, polach uprawnych, w ogrodach, lasach iglastych i liściastych. Jego ulubione siedliska to brzegi strumieni i koryta rzek.
W Indiach najczęściej występuje na równinach. Występuje także na wzgórzach i półwyspach oraz do wysokości 2100 m n.p.m. w Himalajach. Jest powszechny w ogrodach miejskich. Można go również dostrzec na zalesionych obszarach.

## Zwyczaje

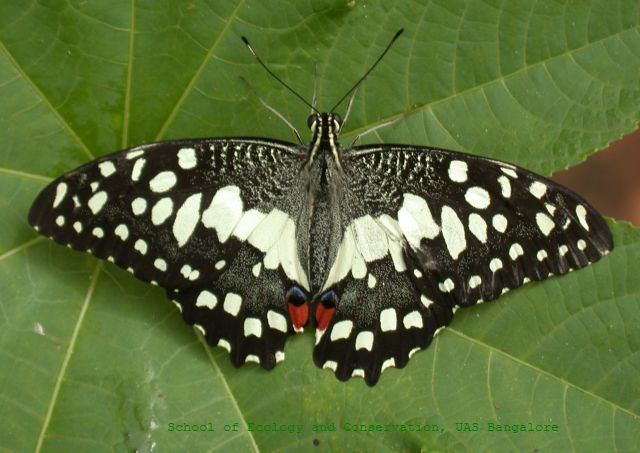
Papilio demoleus wygrzewający się na słońcu

Motyl ten często przesiaduje na ziemi, a także przelatuje z kwiatu na kwiat. Z szeroko rozpostartymi skrzydłami nieruchomieje w słońcu na trawie i innych roślinach.

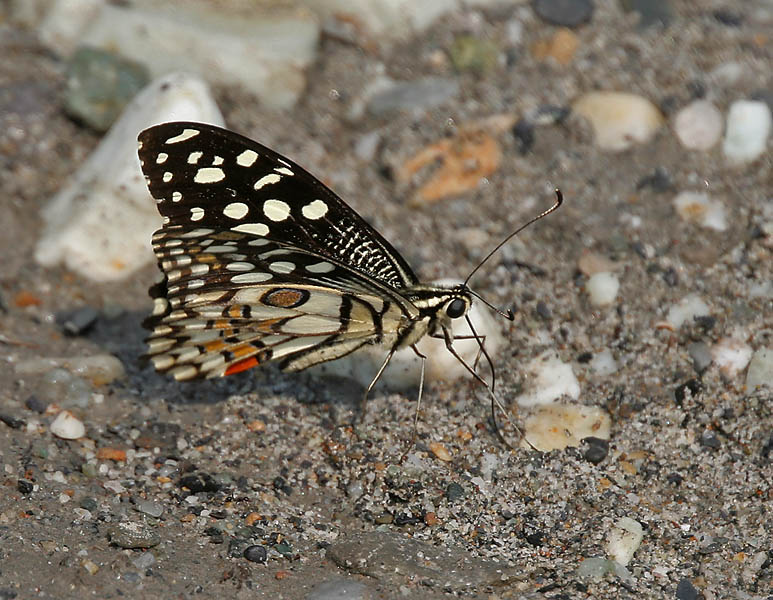
Motyl poruszający się na ziemi na Jayanti w rezerwacie Buxa Tiger w okręgu Dźajpalguri w Bengalu Zachodnim, Indie

W zależności od pogody i pory dnia porusza się z różnymi prędkościami.
Często gości w ogrodach. Zwykle przylatuje tam do kwiatów mniejszych roślin niż do obfitujących w kwiaty lantan. Bywa też spotykany wśród roślin uprawnych.
Podczas odpoczynku motyl zamyka skrzydła i chowa przednie pomiędzy tylne.

## Galeria cyklu życiowego

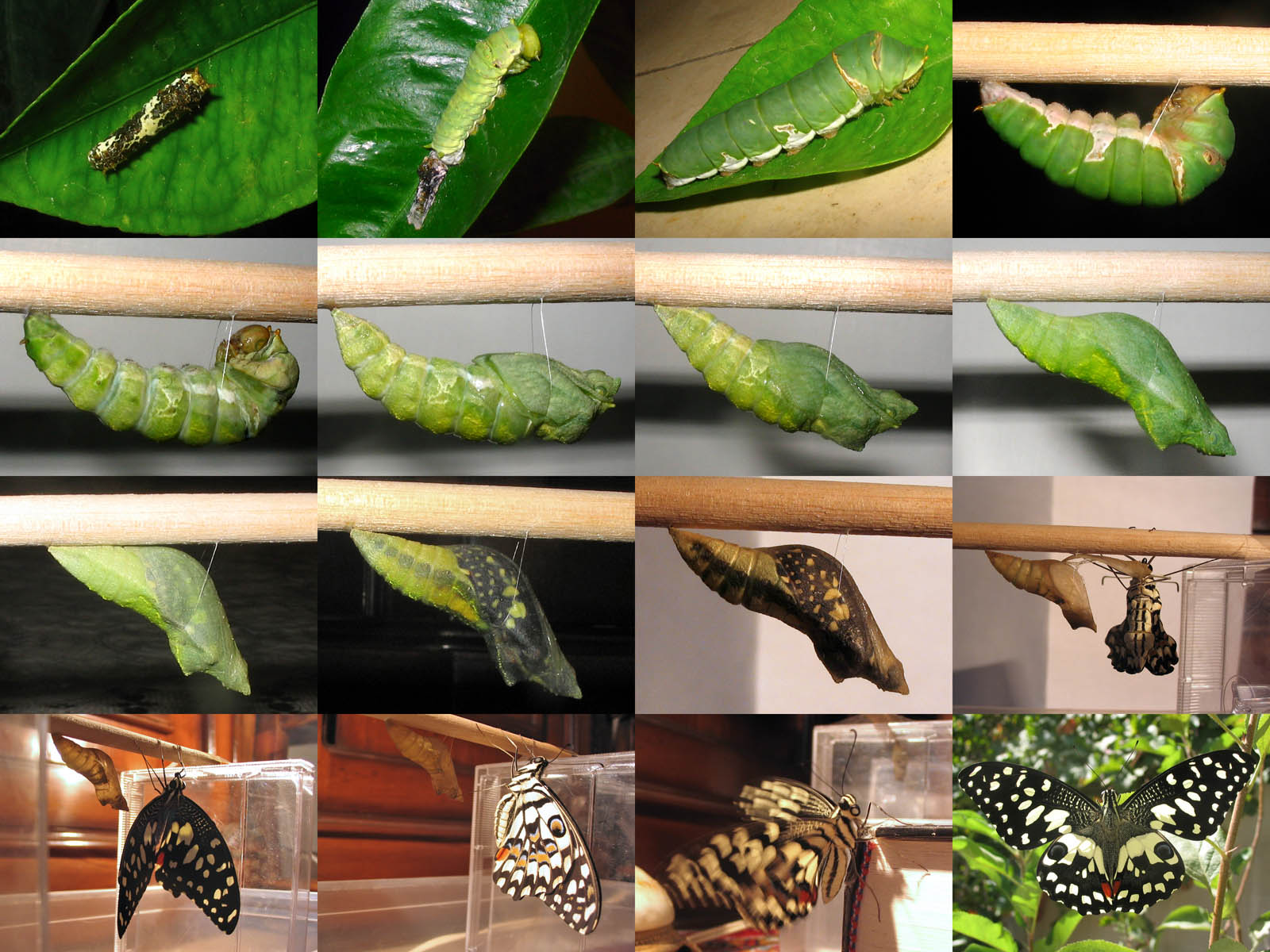
Cykl życiowy
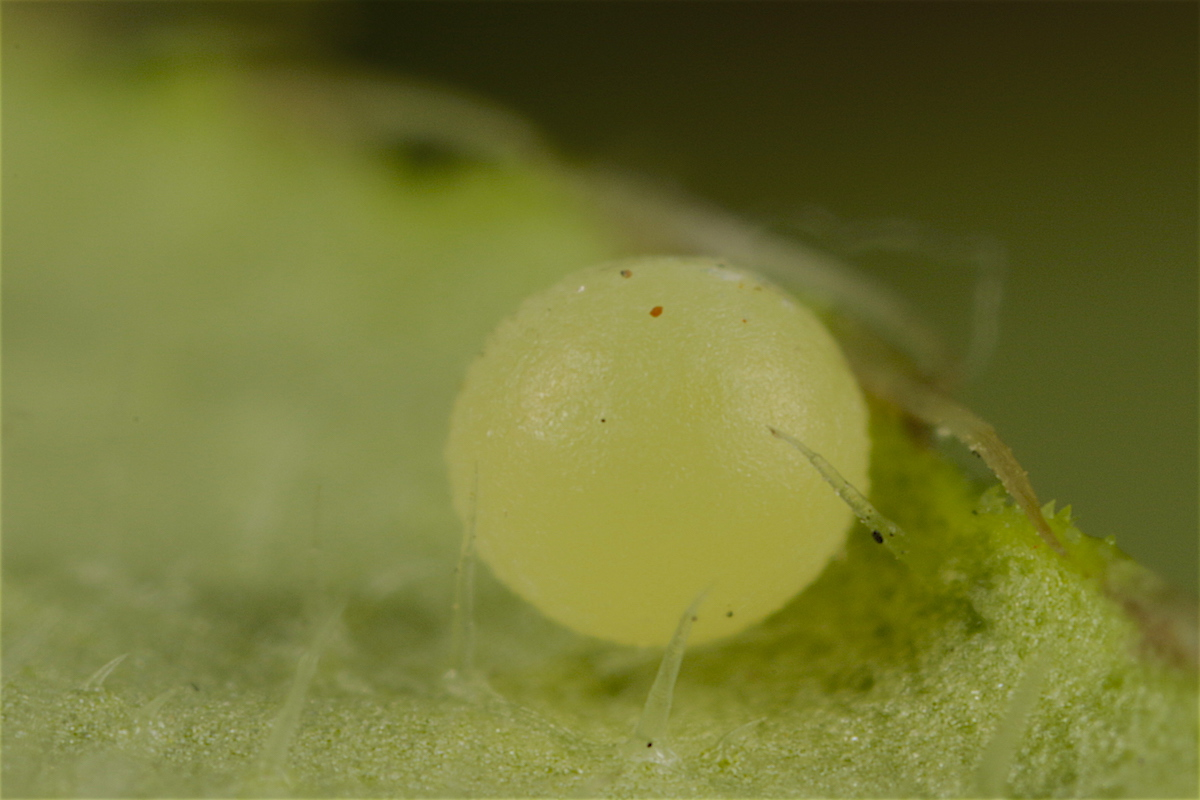
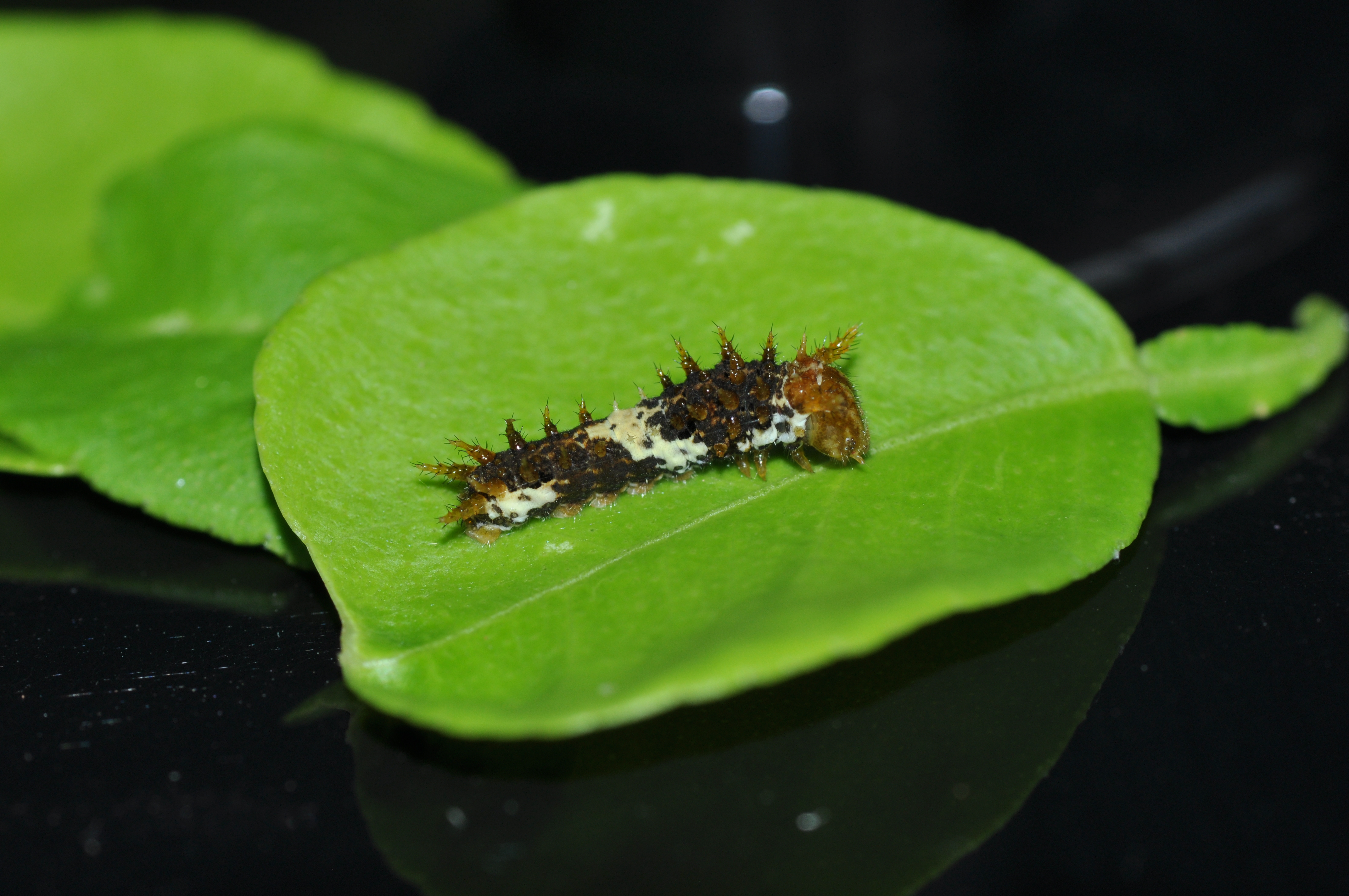
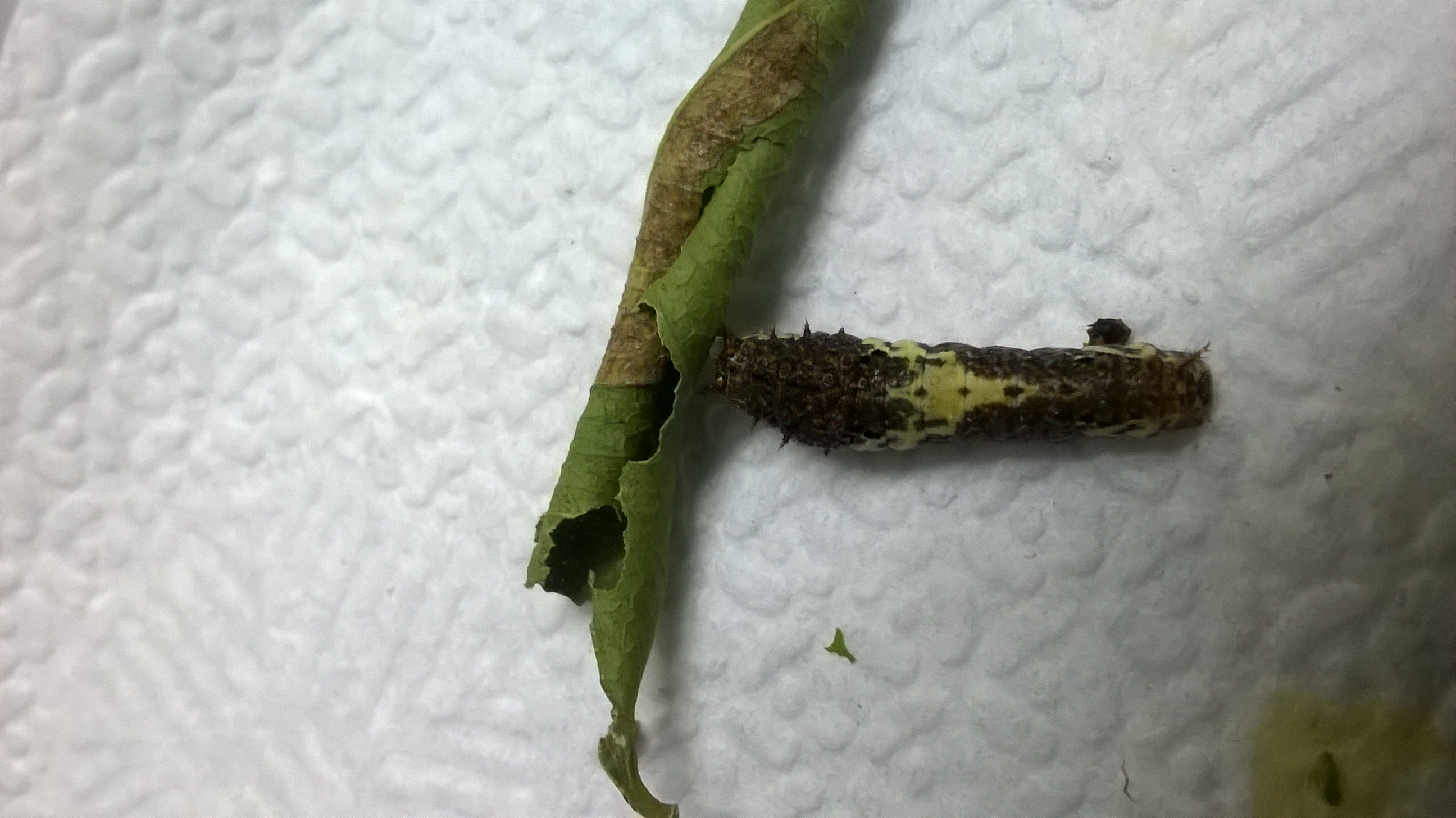
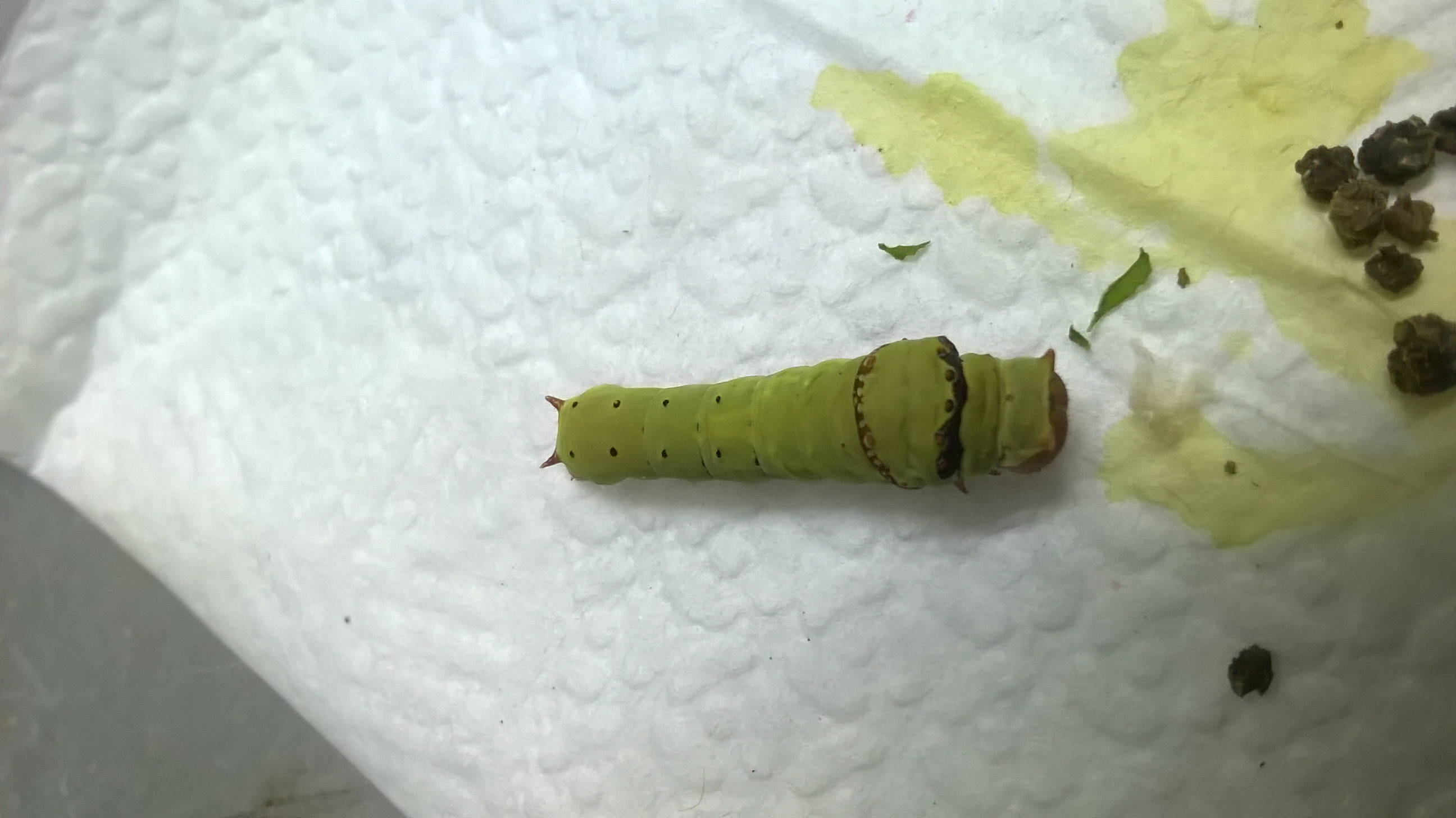
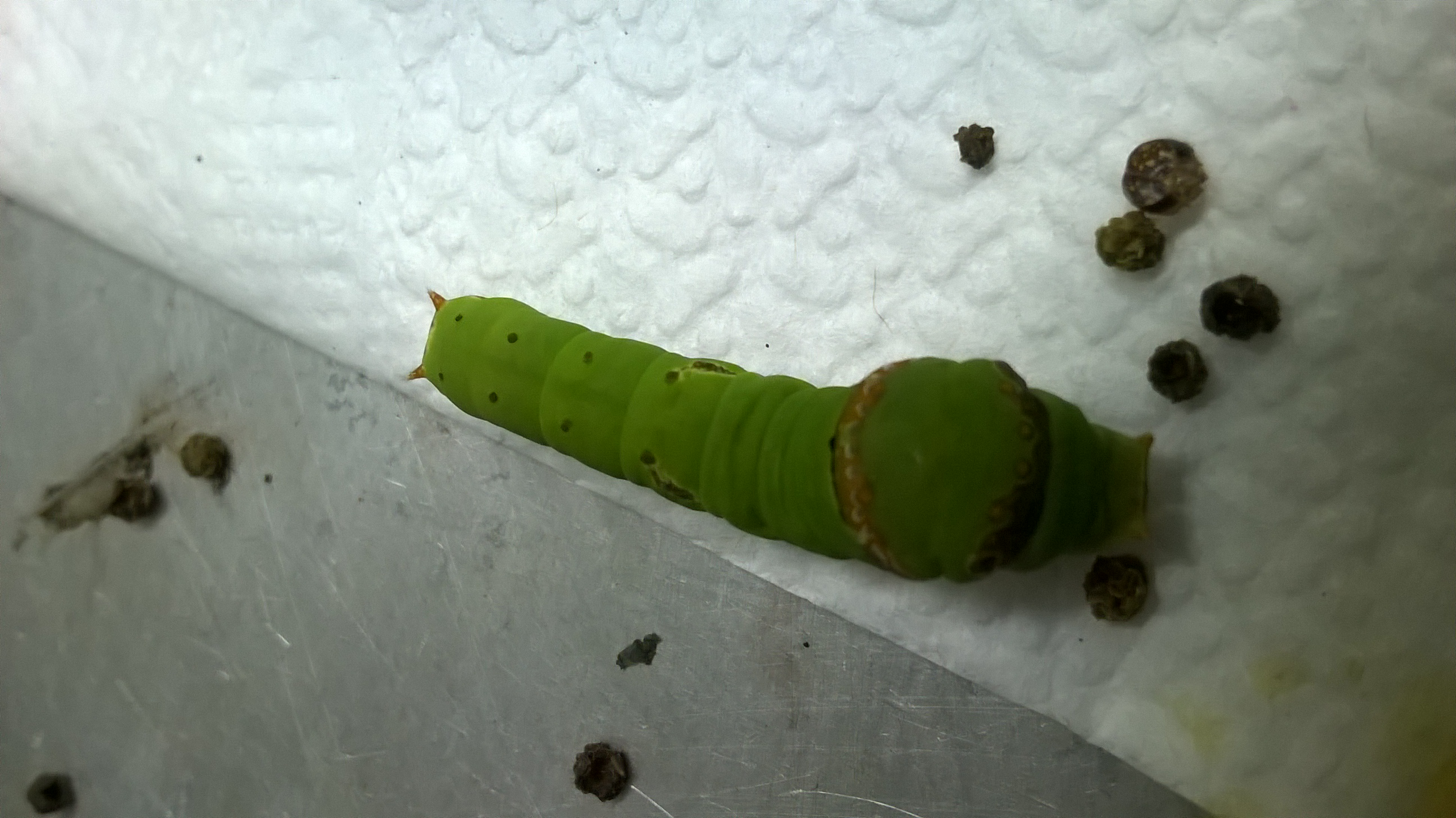
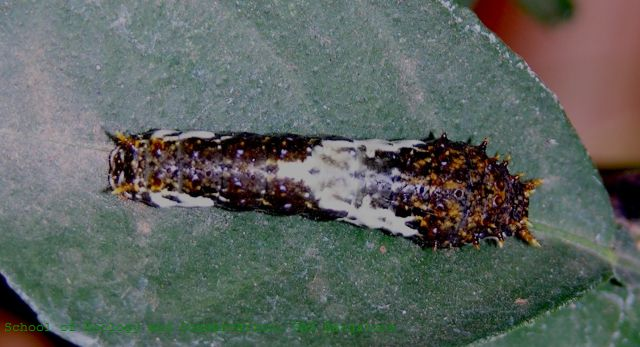
Gąsienica
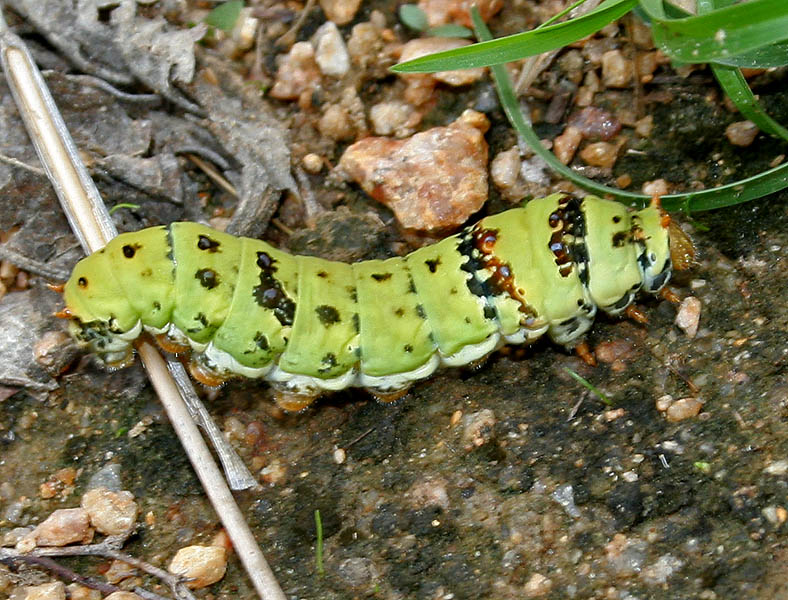
Gąsienica
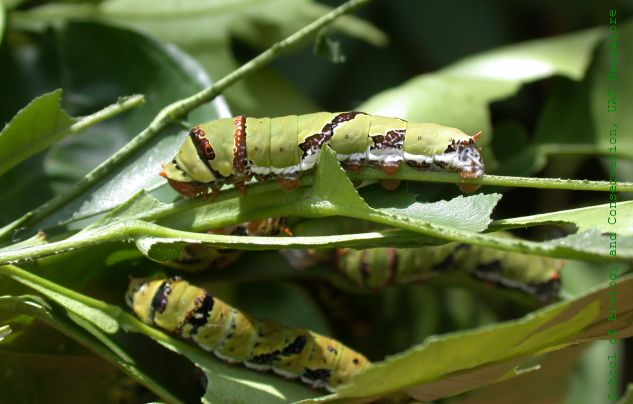
Gąsienica
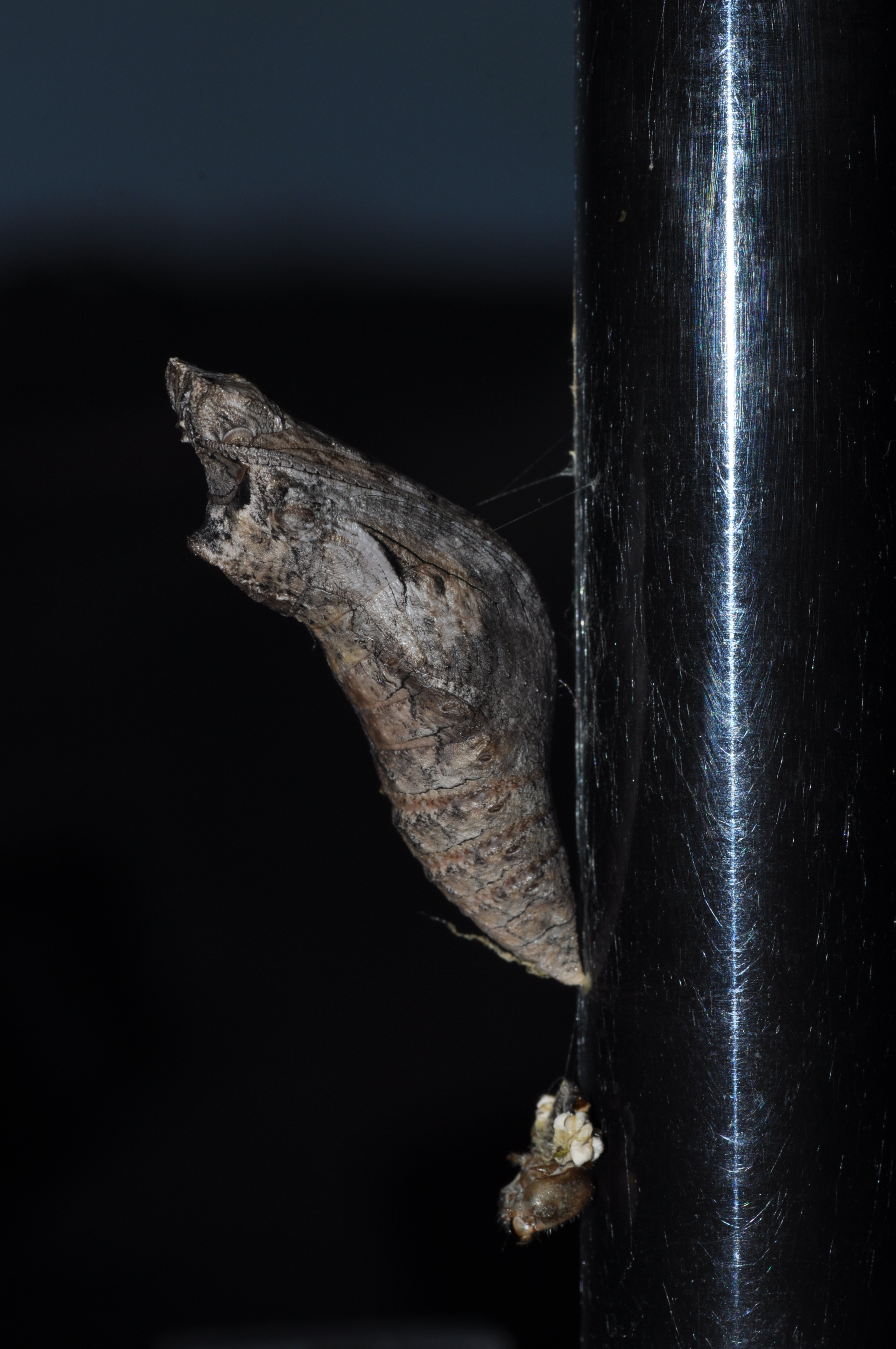
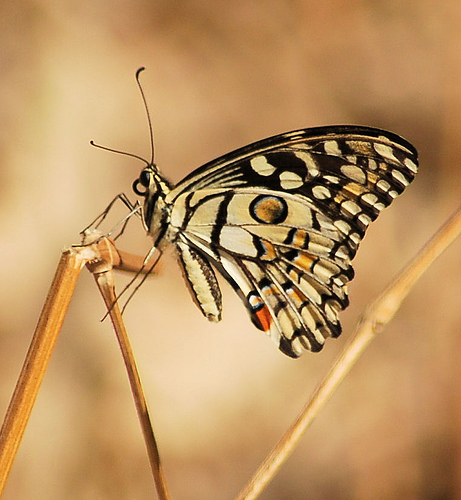
Dorosły osobnik

Jest szczególnie aktywny w okresie monsunowym i krótko po nim. Żółte wzory na skrzydłach z wiekiem zmieniają się w pomarańczowe.
Liczba pokoleń P. demoleus zależy od temperatury - w pobliżu równika odnotowano dziewięć pokoleń, podczas gdy w ciepłych Chinach odnotowano jedynie pięć. W warunkach laboratoryjnych odnotowano pokolenie, które miało miejsce w nieco ponad 30 dni. Typowy czas dojrzewania jednego pokolenia P. demoleus na polu wynosi od 26 do 59 dni. W zimnym klimacie motyl zimuje jako poczwarka. Zazwyczaj przechodzi pięć stadiów rozwojowych jako gąsienica.
Hodowla P. demoleus w niewoli w Rijadzie ujawniła następujące dane dotyczące długości życia na różnych etapach:
- Liczba pokoleń w ciągu roku: 8
- Czas trwania fazy jajowej: od 3,1 do 6,1 dnia
- Czas trwania stadium larwy: 12,9 i 22,7 dnia
- Czas trwania stadium poczwarki: od 8,0 do 22,4 dni
- Czas trwania fazy dorosłej: od 4 do 6 dni, średnio 5,1 dnia[6].

### Jaja
Samica przemieszcza się szybko z rośliny na roślinę, za każdym razem składając po jednym jaju na szczycie liścia, który przytrzymuje nieruchomo odnóżami, a po złożeniu jaja odlatuje. Jajo jest okrągłe, jasnożółtego koloru. Na wierzchołku zapłodnionych jaj pojawia się czerwona plamka.

### Larwa

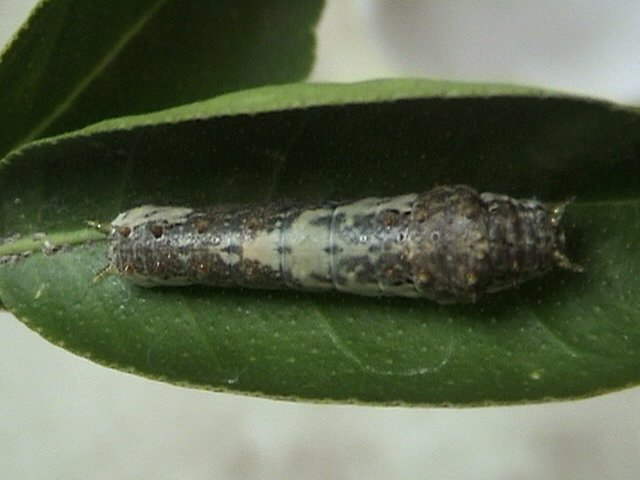
Etap rozwoju gąsienicy w której przypomina ona odchody ptaka

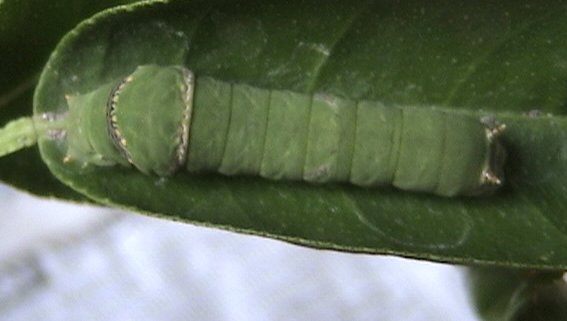
Gąsienica w czwartym stadium rozwoju

Nowo wykluta gąsienica pozostaje na środku górnej powierzchni liścia. W pierwszych kilku stadiach rozwoju przypomina odchody ptaków, co pomaga jej kamuflować się i uchronić przed drapieżnikami, podczas gdy pozostaje na widoku. Gąsienice są oliwkowozielone z żółtawym odcieniem i białą spiralną obwódką. Na ósmym i dziewiątym segmencie widnieje biała plama, z wyglądu przypominająca kwas moczowy z ptasich odchodów.
W miarę rozwoju larwy znak ten znika. Gąsienica staje się całkowicie jasnozielona z białą półokrągłą obwódką. Na czwartym i piątym segmencie wykształca się dodatkowa czarna obwódka z dwoma czarnymi i dwoma błękitnym kropkami. Ósmy i dziewiąty segment, które we wcześniejszym etapie rozwoju miały białawy kamuflaż, wykształcają brązową i białą obwódkę. Na tym etapie rozwoju gąsienice przebywają w bezpiecznych miejscach.

### Pasożytnictwo

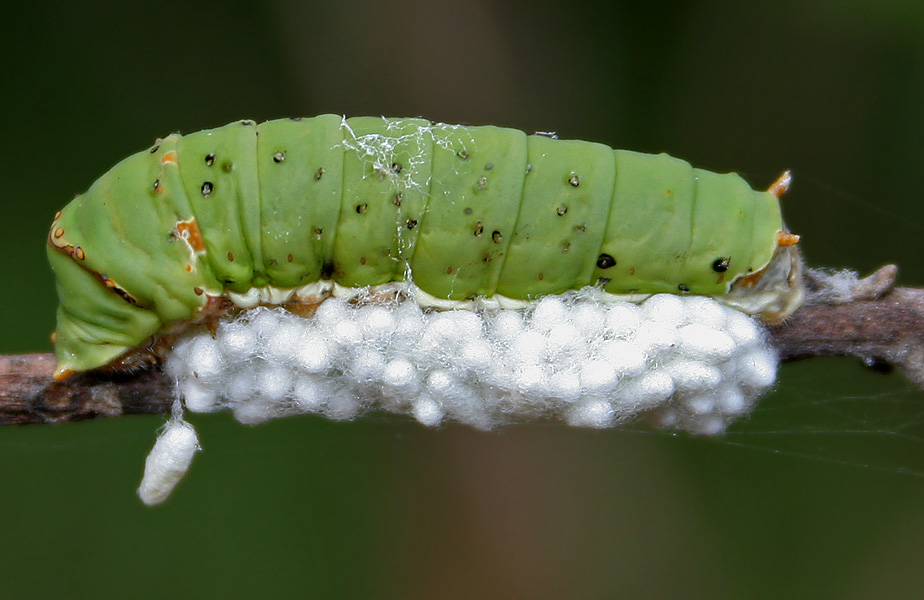
Pasożytnicza osa z rodziny męczelkowatych złożyła jaja na gąsienicy Papilio demoleus

Pomimo kamuflażu na dwóch etapach rozwoju niektóre gąsienice padają ofiarą pasożytniczych os, które znoszą na nich dziesiątki jaj. Larwy pasożytniczej osy zjadają gąsienicę od środka. Na początku najważniejsze narządy gąsienicy unikają zniszczenia, lecz gdy gąsienica jest gotowa do przepoczwarzenia, wszystkie kluczowe narządy zostają zjedzone. Krótko potem gąsienica przepoczwarza się i pasożyty opuszczają poczwarkę, zabijając ją.

### Poczwarka

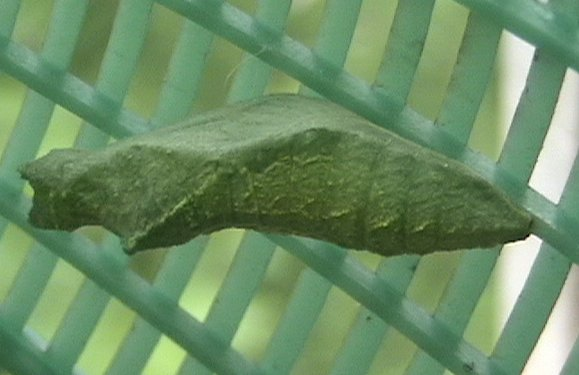
Poczwarka osadzona na kratce

Poczwarka Papilio demoleus jest jasnozielona, bez wzorów. Ma na przodzie głowy dwie wypustki i jedną na tułowiu. Przypomina poczwarkę Papilio polytes, z tą różnicą, że u poczwarki Papilio polytes widać głębsze wycięcie pomiędzy wypustkami, a odwłok jest bardziej wypukły po bokach, z małą kropką.
Położona na suchej powierzchni, poczwarka ma skłonność do zmiany koloru na jasnoszarobrązowy oraz wykształca ciemnobrązowe i czarne prążki.

## Pokarm
Rośliny, na których żerują larwy Papilio demoleus:
- limetka
- mandarynka
- drzewka cytrynowe
- Glycosmis pentaphylla
- Ruta graveolens
- Aegle marmelos
- Murraya koenigii
- Chloroxylon swietenia
- Kleiszcze smakowite
- Ber
- Acronychia pedunculata